# Felipe Garcia
Felipe Garcia (nacido el 6 de noviembre de 1990) es un futbolista brasileño que se desempeña como delantero.
Jugó para clubes como el Næstved BK, Aimoré, Santo Ângelo, Pelotas, Brasil, Nagoya Grampus y Goiás.

## Trayectoria

### Clubes
| Club                 | País      | Año             |
| -------------------- | --------- | --------------- |
| São José             | Brasil    | 2008            |
| Næstved BK           | Dinamarca | 2008 - 2011     |
| Aimoré               | Brasil    | 2012            |
| Santo Ângelo         | Brasil    | 2013            |
| Pelotas              | Brasil    | 2013 - 2014     |
| Brasil de Pelotas    | Brasil    | 2015 - 2016     |
| Nagoya Grampus       | Japón     | 2017 - 2018     |
| Goiás (cedido)       | Brasil    | 2018            |
| Vitória              | Brasil    | 2019 - 2020     |
| Chapecoense          | Brasil    | 2020 - 2021     |
| Operário Ferroviário | Brasil    | 2021 - presente |